# Aikawa (Kanagawa)
Aikawa (愛川町 Aikawa-machi?) es un pueblo en la prefectura de Kanagawa, Japón, localizado en el centro-este de la isla de Honshū, en la región de Kantō. Tenía una población estimada de 39 260 habitantes el 1 de septiembre de 2020 y una densidad de población de 1145 personas por km².

## Geografía
Aikawa está localizado en las estribaciones del norte de la prefectura de Kanagawa. El río Nakatsu, un afluente del río Sagami, fluye a través del pueblo. La presa Miyagase, una fuente importante de energía hidroeléctrica, está situada en el río Nakatsu. La montaña más alta de Aikawa es el monte Takatori. Limita con las ciudades de Sagamihara y Atsugi, así como con la villa de Kiyokawa.

## Historia
Durante el período Sengoku, la batalla de Mimasetoge entre las fuerzas de Takeda Shingen y el  clan Hōjō ocurrió en lo que ahora es el pueblo de Aikawa. Durante el período Edo, el área era territorio bajo control directo del shogunato Tokugawa. Después de la restauración Meiji, en la reorganización catastral de 1889, la villa de Aikawa fue fundada el 4 de abril de 1889. Fue elevada a la condición de pueblo el 1 de abril de 1940. El 15 de enero de 1955 se fusionó con el pueblo vecino de Takamine y el 30 de septiembre de 1956, con la vecina villa de Nakatsu. El desarrollo industrial comenzó en 1966.

## Demografía
Según los datos del censo japonés, la población de Aikawa creció fuertemente en desde la década de 1960, pero ha disminuido en los últimos 20 años.
| Gráfica de evolución demográfica de Aikawa entre 1940 y 2015 |
|                                                              |
| Oficina de Estadística de Japón                              |